# Algyroides fitzingeri
L'algiroide nano o algiroide di Fitzinger (Algyroides fitzingeri Wiegmann, 1834) è un rettile della famiglia Lacertidae, diffuso in Sardegna e Corsica.
L'epiteto specifico è un omaggio al naturalista austriaco Leopold Josef Fitzinger (1802-1884).

## Descrizione
L'algiroide nano è il più piccolo lacertide italiano, non raggiungendo i 15 cm di lunghezza (oltre la metà rappresentata dalla coda). Ha un corpo appiattito con grosse squame carenate nella zona dorsale e altre, più piccole, su fianchi e coda. Presenta un evidente collare dietro il capo, che è piuttosto sottile. La colorazione è un marrone/bronzo uniforme, il ventre è, nel maschio, di un colore arancio acceso.
Potrebbe essere confuso con individui giovani di Podarcis sp. ma le squame carenate e il collare ne consentono un facile riconoscimento.

## Biologia
Ha abitudini diurne e si nutre di insetti e altri artropodi. Non si sa molto delle abitudini di questa specie. In inverno entra in letargo, e vi esce solo ad aprile inoltrato. La femmina depone anche 4 uova di circa 8 mm, in maggio o giugno. La schiusa avviene tra la fine di luglio e gli inizi di settembre.

## Distribuzione e habitat
La specie è diffusa in Sardegna (più diffusa nei settori settentrionale e centrale dell'isola) e nella Corsica dal livello del mare fino alle regioni montane (anche oltre 1500 metri). Popola anche alcune isole circumsarde e circumcorse.
Colonizza un gran numero di ambienti, anche mediamente antropizzati. È comune nelle macchie e boschi a sclerofille, specie in vicinanza di corsi d'acqua. L'aspetto discreto e le piccole dimensioni non ne rendono facile l'avvistamento anche quando la specie è presente.

## Conservazione
La IUCN Red List considera Algyroides fitzingeri come specie a rischio minimo (Least Concern)
L'algiroide nano è predato da piccoli mammiferi, da diversi uccelli e da altri rettili. La principale minaccia viene però dall'uomo, incendi e riduzione degli habitat naturali (specie nelle popolazioni costiere), costituiscono un serio pericolo.
La specie è inserita nella Direttiva Habitat.